# Dreams of the good life
Drømmen om det gode liv er en dansk dokumentarfilm fra 2002, der er instrueret af Bridget Pickering.

## Handling
Filmen handler om HIV og kvinder. Om latter og frygt og trøsten ved at dele. Fem kvinder taler om livet og kærligheden og om drømme om fremtiden, der alle bliver fortalt i datid.